# کوستوپیل
کوستوپیل (به روسی: Костопіль) شهری در استان ریونه در کشور اوکراین واقع شده‌است. جمعیت این شهر ۳۱,۰۶۰ نفر (۲۰۲۱ تخمینی) است.